# Miroslav Lobancev
Miroslav Aleksandrovič Lobancev (in russo Мирослав Александрович Лобанцев?; Mosca, 27 maggio 1995) è un calciatore russo, portiere del Qyzyljar.

## Carriera

### Club
Cresciuto nelle giovanili del Lokomotiv Mosca, ha esordito in prima squadra nella massima serie russa il 20 luglio 2012 nel match vinto in trasferta 3-2 contro il Mordovija, valido per la prima giornata del massimo campionato. Dopo appena tre partite perde il posto da titolare a vantaggio di Dario Krešić, finendo prima in panchina, poi in tribuna e disputando fino a fine stagione, solo la gara di Coppa di Russia contro il Torpedo Armavir. Negli anni successivi finì fuori rosa, giocando con la seconda squadra, impegnata nei tornei giovanili.
Per la stagione 2015/2016 finì in prestito al Kryl'ja Sovetov Samara, sempre in massima serie, ma anche lì non fu mai impiegato, finendo per fare il secondo di Evgenij Konjuchov e giocando solo parte dell'ultima gara di campionato contro l'Anži proprio a causa dell'infortunio di quest'ultimo.
Nell'estate del 2018 si trasferì al Rotor, in seconda serie, dove, partito alle spalle di Aleksandr Fil'cov, riuscì l'8 settembre 2018, nella decima giornata contro il Sibir', a trovare il posto titolare; mantenne la titolarità per la prima volta in carriera con una certa regolarità fino a fine stagione, mentre nella successiva dopo quattro giornata finì per fare il secondo a Jurij Alekseevič Nesterenko.
A fine febbraio 2020 si trasderì così in Kazakistan firmando per il Qyzyljar, in massima serie. Il 7 marzo 2020 fece in tempo ad esordire nella prima giornata contro l'Astana, prima che il campionato fosse interrotto per la Pandemia di COVID-19; trovò stabilmente il posto da titolare, tanto da diventare capitano della squadra a partite dalla stagione 2021. Il 21 luglio 2021 esordì nelle coppe europee giocando il secondo turno di qualificazione all'UEFA Europa Conference League 2022-2023 contro i croati dell'Osijek.

### Nazionale
Lobancev vanta presenze in tutte le selezioni giovanili russe, dall'Under-16 all'Under-21.
Con la nazionale Under-21 di calcio della Russia esordì giovanissimo, a poco più di 17 anni, in amichevole contro i pari età kazaki nel gennaio 2013; ha preso parte a due incontri di qualificazione al Campionato europeo di calcio Under-21 2015.

## Statistiche

### Presenze e reti nei club
Statistiche aggiornate al 9 ottobre 2022.
| Stagione               | Squadra                | Campionato             | Campionato | Campionato | Coppe nazionali | Coppe nazionali | Coppe nazionali | Coppe continentali | Coppe continentali | Coppe continentali | Altre coppe | Altre coppe | Altre coppe | Totale | Totale | Totale |
| Stagione               | Squadra                | Comp                   | Pres       | Reti       | Comp            | Pres            | Reti            | Comp               | Pres               | Reti               | Comp        | Pres        | Reti        | Pres   | Reti   |        |
| ---------------------- | ---------------------- | ---------------------- | ---------- | ---------- | --------------- | --------------- | --------------- | ------------------ | ------------------ | ------------------ | ----------- | ----------- | ----------- | ------ | ------ | ------ |
| 2012-2013              | Lokomotiv Mosca        | PL                     | 3          | -5         | CR              | 1               | 0               |                    | -                  | -                  |             | -           | -           | 4      | -5     |        |
| 2013-2014              | Lokomotiv Mosca        | PL                     | 0          | 0          | CR              | 0               | 0               |                    | -                  | -                  |             | -           | -           | 0      | 0      |        |
| 2014-2015              | Lokomotiv Mosca        | PL                     | 0          | 0          | CR              | 0               | 0               |                    | -                  | -                  |             | -           | -           | 0      | 0      |        |
| 2015-2016              | Kryl'ja Sovetov Samara | PL                     | 1          | 0          | CR              | 1               | -2              |                    | -                  | -                  |             | -           | -           | 2      | -2     |        |
| 2016-2017              | Lokomotiv Mosca        | PL                     | 0          | 0          | CR              | 0               | 0               |                    | -                  | -                  |             | -           | -           | 0      | 0      |        |
| 2017-2018              | Lokomotiv Mosca        | PL                     | 0          | 0          | CR              | 0               | 0               |                    | -                  | -                  |             | -           | -           | 0      | 0      |        |
| Totale Lokomotiv Mosca | Totale Lokomotiv Mosca | Totale Lokomotiv Mosca | 3          | -5         |                 | 1               | 0               |                    | 0                  | 0                  |             | 0           | 0           | 4      | -5     |        |
| 2018-2019              | Rotor                  | PFN Ligi               | 24         | -21        | CR              | 0               | 0               |                    | -                  | -                  |             | -           | -           | 24     | -21    |        |
| 2019-2020              | Rotor                  | PFN Ligi               | 4          | -3         | CR              | 1               | -2              |                    | -                  | -                  |             | -           | -           | 5      | -5     |        |
| Totale Rotor           | Totale Rotor           | Totale Rotor           | 28         | -24        |                 | 1               | -2              |                    | 0                  | 0                  |             | 0           | 0           | 29     | -26    |        |
| 2020                   | Qyzyljar               | PL                     | 18         | -22        | -               | -               | -               |                    | -                  | -                  |             | -           | -           | 18     | -22    |        |
| 2021                   | Qyzyljar               | PL                     | 25         | -22        | CK              | 5               | -5              |                    | -                  | -                  |             | -           | -           | 30     | -27    |        |
| 2022                   | Qyzyljar               | PL                     | 22         | -26        | CK              | 1               | -1              | UECL               | 4                  | -3                 |             | -           | -           | 25     | -26    |        |
| Totale Qızıljar        | Totale Qızıljar        | Totale Qızıljar        | 65         | -70        |                 | 6               | -6              |                    | 4                  | -3                 |             | 0           | 0           | 75     | -79    |        |
| Totale carriera        | Totale carriera        | Totale carriera        | 97         | -99        |                 | 9               | -10             |                    | 4                  | -3                 |             | 0           | 0           | 113    | -112   |        |

## Palmarès

### Club

#### Competizioni nazionali
- Pervenstvo Futbol'noj Nacional'noj Ligi: 1

Rotor: 2019-2020